# Roger Rocher
Roger Rocher (Champlost, 6 febbraio 1920 – Saint-Priest-en-Jarez, 29 marzo 1997) è stato un imprenditore e dirigente sportivo francese, presidente del Saint-Étienne dal 1961 al 1982.

## Biografia
Dopo aver iniziato a lavorare come minatore, al termine della guerra ereditò l'azienda mineraria di famiglia e fondò una società calcistica destinata ai minatori di Saint-Étienne, intitolata Association sportive des petites mines. Entrato nella dirigenza del Saint-Étienne nel 1957 per volere dell'allora presidente Pierre Guichard, ne assunse la presidenza il 17 aprile 1961.
Durante il suo periodo alla presidenza dei Verts Rocher effettuò degli investimenti che resero la squadra una delle protagoniste del campionato francese (in venti anni la squadra riuscì a vincere nove campionati e sei edizioni della Coppa di Francia) e del palcoscenico europeo (nel 1976 i Verts lottarono fino all'ultimo atto per la conquista della Coppa dei Campioni, venendo infine sconfitti dal Bayern Monaco), e contemporaneamente entrò in possesso di una delle principali aziende industriali francesi, la Manufrance, che per diverso tempo ha svolto la funzione di sponsor del Saint-Étienne.
Rocher fu costretto ad abbandonare la proprietà del Saint-Étienne in seguito ad uno scandalo finanziario emerso nel 1981 riguardante un giro di 20 milioni di franchi ottenuti in maniera illecita tra il 1977 e il 1981 per pagare gli stipendi ai giocatori. Dal processo che ne seguì, nel 1991, Rocher fu condannato (assieme ad alcuni giocatori e all'allenatore della squadra) a tre anni di carcere (in seguito ridotti a uno per grazia presidenziale) e ad un'ammenda di 800.000 franchi.
Muore in ospedale, il 29 marzo 1997 all'età di 77 anni, in seguito ad una lunga malattia.